# Francisco Arévalo
José Francisco Arévalo Trejo (Santa Bárbara, 12 de septiembre de 1983) es un futbolista hondureño. Juega de defensa y su actual equipo es el Real España de la Liga Nacional de Honduras.

## Clubes
| Club          | País     | Año         |
| ------------- | -------- | ----------- |
| Real Juventud | Honduras | 2005 - 2006 |
| Universidad   | Honduras | 2007        |
| Olimpia       | Honduras | 2007        |
| Real Juventud | Honduras | 2008 - 2009 |
| Olimpia       | Honduras | 2009 - 2014 |
| Vida          | Honduras | 2015        |
| Real España   | Honduras | 2016 - 2019 |

## Palmarés

### Campeonatos nacionales
| Título                              | Club                   | País     | Año                  |
| ----------------------------------- | ---------------------- | -------- | -------------------- |
| Liga Nacional de Fútbol de Honduras | Club Deportivo Olimpia | Honduras | Clausura 2007 - 2008 |
| Liga Nacional de Fútbol de Honduras | Club Deportivo Olimpia | Honduras | Clausura 2009 - 2010 |
| Liga Nacional de Fútbol de Honduras | Club Deportivo Olimpia | Honduras | Apertura 2011 - 2012 |
| Liga Nacional de Fútbol de Honduras | Club Deportivo Olimpia | Honduras | Clausura 2011 - 2012 |
| Liga Nacional de Fútbol de Honduras | Club Deportivo Olimpia | Honduras | Apertura 2012 - 2013 |
| Liga Nacional de Fútbol de Honduras | Club Deportivo Olimpia | Honduras | Clausura 2012 - 2013 |

### Distinciones individuales
| Distinción                          | Año  |
| ----------------------------------- | ---- |
| Once Ideal de la Liga Nacional 2015 | 2015 |

## Asalto
El 19 de octubre de 2013 sufrió un asalto, esto se dio en un estacionamiento cercano a una cancha de entrenamiento del Club Deportivo Olimpia. Los asaltantes irrumpieron en su automóvil Chevrolet Aveo tipo sedán y le robaron una mochila con dos teléfonos celulares y documentos  personales.